# ابی مایرز
 ابی مایرز (انگلیسی: Abbie Myers؛ زاده ۱۸ ژوئیهٔ ۱۹۹۴) یک تنیس‌باز اهل استرالیا است.